# Koos de Bruin
Koos de Bruin is de roepnaam van Jacobus Cornelis de Bruin (Gouda, 31 december 1941 – aldaar, 15 maart 1992), een Nederlandse kunstschilder, tekenaar, beeldhouwer en graficus.

## Opleiding
De Bruin verliet op 14-jarige leeftijd vroegtijdig de ULO en werkte vervolgens als stratenmaker, vrachtwagenchauffeur en zeeman op de grote vaart. Hij bezocht enige tijd de tekenacademie in Den Haag, maar door een conflict met een van de leraren stopte hij ook deze opleiding vroegtijdig. Uiteindelijk leerde hij zichzelf verschillende teken-, schilder- en beeldhouwtechnieken. Soms gebruikte hij stof van oude overhemden als doek. Verf kreeg hij af en toe cadeau.

## Loopbaan
Vanaf zijn 27ste jaar werkte De Bruin via de Beeldende Kunstenaars Regeling als kunstenaar. De directeur van het Gemeentemuseum Gouda, Jan Schouten stimuleerde hem door te gaan in de schilderkunst. Schouten typeerde hem in 1973 als een gedreven kunstenaar, die "de toeschouwer prikkelt om met zijn werk mee te werken". In 1969 maakte De Bruin een wandschildering en gevelversiering voor een Goudse grammofoonplatenwinkel. Henk Munnik van het schilderkundig genootschap Pulchri Studio vroeg hem daar te exposeren. In 1978 werd hij lid van dit genootschap en deed mee aan groepstentoonstellingen. In 1985 won hij de Jacob Hartogprijs van Pulchri, vanwege – zo zegt het juryrapport – de open schilderwijze in grijstonen, wit oranje en oker en het leiblauw van de 'bijbehorende houtplastiek'. De Bruin had beide werken (het schilderij "De Witte tafel" en de houtplastiek) als afzonderlijke kunstwerken ingezonden, maar de jury beschouwde het als één werk. De Bruin exposeerde in Nederland, maar ook in Solingen (Duitsland), Brussel, Bradford Yorkshire. Na zijn overlijden was er in het Cobra Museum in Amstelveen in 2004 de expositie Out of Africa, waar enkele werken van De Bruin werden getoond.

## Invloed en stijl
De Bruin liet zich aanvankelijk inspireren door het werk van Vincent van Gogh later door de stijl van de cobrakunstenaars. Zijn schilderijen, beelden en etsen laten deze invloeden zien. De Bruin werkte in zijn beginjaren vooral figuratief, maar gaandeweg werd zijn stijl primitiever en expressionistisch.
De Bruin overleed na een kort ziekbed op 50-jarige leeftijd in Gouda.